# 吉巴语
吉巴语（Jiba，亦称Kona、Jukun Wurkum）是奈及利亞的一种类朱昆语支语言，已极度濒危。